# Les Haricots Rouges

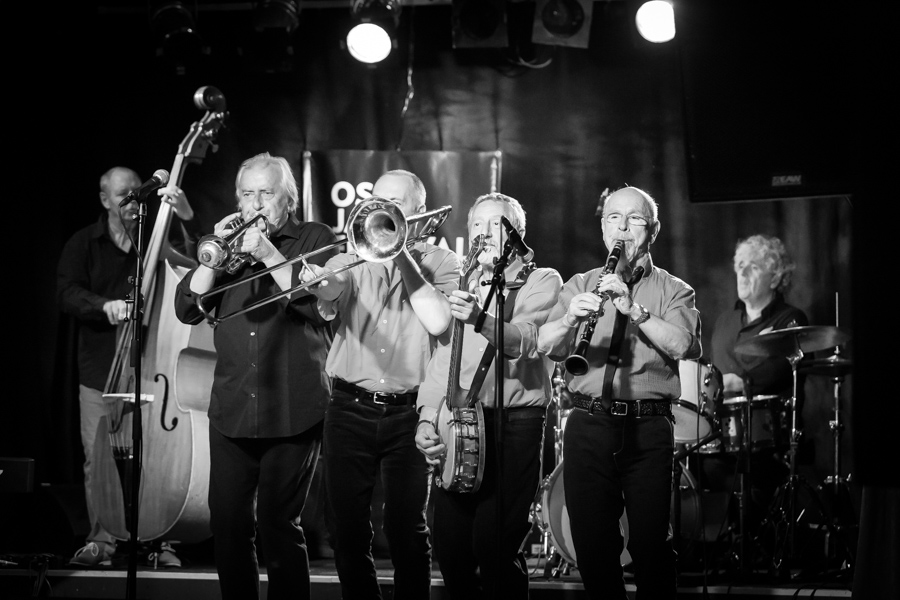
Les Haricots Rouges, Oslo Jazzfestival 2016

Les Haricots Rouges (dt. Die roten Bohnen) ist eine französische Band für New Orleans Jazz; auch Chansons und kreolische Musik (z. B. von Guadeloupe) sind im Repertoire.

## Geschichte
Die Combo entstand 1963 als Studentenband; ein Teil der Gründer ist noch heute bei den Haricots Rouges, die auch auf Auslandstourneen waren, aktiv. Einer der Gründer, Gilbert Leroux, verließ die Band 1967, der andere Gründer, Pierre Jean (Piano und Trompete) ist heute wieder Bandmitglied.
In ihrem Heimatland wurden sie zur „Kultband“, die Jazz mit humoristisch-satirischen Gags versah und schafften es Ende der 1960er zu großer Popularität mit Auftritten im „Olympia“ in Paris und eröffneten dort die Konzerte der Beatles, der Rolling Stones, von Jacques Brel u. v. a. Während der 1970er Jahre spielten sie auch Clubkonzerte mit amerikanischen Gästen im Le Caveau de la Huchette.
Den wohl bemerkenswertesten Auftritt hatte die Gruppe als Pausenfüller beim Grand Prix Eurovision de la Chanson 1966 in Luxemburg. Hier gaben sie zwei Dixieland-Stücke inklusive eines Waschbrett-Solos zum Besten. In Deutschland waren sie oft im Fernsehen zu Gast, z. B. beim Musikantenstadl (Eurovision) und spielten vor bis zu 8000 Zuschauern beim Dixielandfestival Dresden.
Die Mitglieder sind heute (stand Febr. 2017):
- Jacques Montebruno – Klarinette;
- Michel Senamaud – Schlagzeug;
- Norbert Congrega – Banjo (Bandleader);
- Alain Huguet – Kontrabass;
- Christophe Deret – Posaune und
- Pierre Jean – Trompete, Klavier

## Diskographie
- Les Haricots Rouges en Public (Ducretet Thomson, 1966), mit Daniel Barda, Gilbert Leroux
- At the Dixieland Ball (1966)
- Les Haricots Rouges (Ducretet, 1968)[1]
- Alton Purnell, Les Haricots Rouges Caldonia Live 1974 (Pragmaphone 1975)
- Les Haricots Rouges Avec Louis Nelson et Barry Martin (Memories 1978, rec. 1975)
- Super-Marché (Decca 1980)
- T'as calé le moteur (Milan 1980)
- Les Haricots Rouges + Sam Lee (Black & Blue, 1989)[2]
- Récolte 91 (Black & Blue, 1991)
- Les Copains d'abord (EMI, 1995)
- Sans Fil (Black & Blue, 1996)
- Tous les Haricots Rouges (EMI 1998)
- Best Souvenir from St Jean de Luz (2000)
- 40th Anniversary (2 CD, Blackbox, 2005)
- Best of (Blackbox, Sélection du Reader’s Digest, 2007)
- French Melodies (Frémeaux et Associés, 2013)

## Lexikalischer Eintrag
- Philippe Carles, André Clergeat, Jean-Louis Comolli: Le nouveau dictionnaire du jazz. Édition Robert Laffont, Paris 2011, ISBN 978-2-221-11592-3